# Pescennina epularis
Pescennina epularis là một loài nhện trong họ Oonopidae.
Loài này thuộc chi Pescennina. Pescennina epularis được Eugène Simon miêu tả năm 1903.